# Asuka (Saaremaa)
Asuka is een plaats in de Estlandse gemeente Saaremaa, provincie Saaremaa. De plaats heeft de status van dorp (Estisch: küla).
Asuka behoorde tot in oktober 2017 tot de gemeente Leisi. In die maand werd Leisi bij de fusiegemeente Saaremaa gevoegd.

## Bevolking
Het dorp had 38 inwoners op 31 december 2011 en 36 inwoners op 31 december 2021.

## Ligging
De plaats ligt aan de noordkust van het eiland Saaremaa.